# Clásica San Sebastián 1982
Die Clásica San Sebastián 1982 war die 2. Austragung der Clásica San Sebastián und fand am 12. August 1982 statt. Die Gesamtdistanz des Rennens betrug 229 Kilometer. Es siegte der Spanier Marino Lejarreta vor Jesús Rodríguez Magro und dem Spanier Pedro Delgado.

## Ergebnis
| Rang | Fahrer                | Team                  | Zeit         |
| ---- | --------------------- | --------------------- | ------------ |
| 1    | Marino Lejarreta      | Teka                  | 5h 54' 48"   |
| 2    | Jesús Rodríguez Magro | Zor-Helios            | gleiche Zeit |
| 3    | Pedro Delgado         | Reynolds              | gleiche Zeit |
| 4    | Bernardo Alfonsel     | Teka                  | gleiche Zeit |
| 5    | Ronny Van Holen       | Safir-Marc            | + 9"         |
| 6    | Antonio Coll          | Teka                  | gleiche Zeit |
| 7    | Bernard Vallet        | La Redoute–Motobécane | gleiche Zeit |
| 8    | Federico Echave       | Teka                  | gleiche Zeit |
| 9    | Faustino Rupérez      | Zor-Helios            | gleiche Zeit |
| 10   | Ángel Arroyo          | Reynolds              | gleiche Zeit |